# Пигарёвское муниципальное образование (Озинский район)
Пигарёвское сельское поселение — муниципальное образование в составе Озинского района Саратовской области. Административный центр — село Пигари. На территории поселения находятся 2 населённых пункта — 2 села .

## Население
| 2010 | 2011 | 2012 | 2013 | 2014 | 2015 | 2016 |
| ---- | ---- | ---- | ---- | ---- | ---- | ---- |
| 708  | ↘705 | ↘670 | ↘649 | ↘621 | ↘610 | ↘603 |
| 2017 | 2018 | 2019 | 2020 | 2021 |      |      |
| ↘584 | ↘553 | ↘549 | ↘543 | ↘498 |      |      |

## Состав сельского поселения
| № | Населённый пункт | Тип населённого пункта       | Население |
| - | ---------------- | ---------------------------- | --------- |
| 1 | Пигари           | село, административный центр | ↘579      |
| 2 | Маслов-Орешин    | село                         | ↘129      |